# تحطم طائرة القوات الجوية الإندونيسية سي-130 جاكرتا 1991
تحطم طائرة القوات الجوية الإندونيسية سي-130 حدث في 5 أكتوبر 1991م عندما تحطمت طائرة لوكهيد سي-130 هيركوليز من إسطول القوات الجوية الإندونيسية، بعد وقت قصير من إقلاعها من مطار حليم بيردانكوسوما الدولي بسبب حريق في المحرك.

## تسلسل الأحداث
تم تسليم لوكهيد سي-130 (الرقم التسلسلي 4927، من طراز L-82) من سرب النقل الثاني والثلاثين في يونيو 1982. كانت الرحلة العسكرية من جاكرتا إلى باندونغ، وتألفت بشكل أساسي من باسكاس (تسمى أيضًا أورانج بيريتس)، وهي عائدة إلى القاعدة بعد المشاركة في احتفال يوم القوات المسلحة الإندونيسية.
كان لدى الطائرة طاقم مكون من 12 و122 طيار. غادرت الطائرة الساعة 15:00 بالتوقيت المحلي عندما اشتعلت النيران في أحد المحركات، بحسب شهود عيان على الأرض. من المفترض أن الحريق قد أتلف آلية الجناح، مما تسبب في فشل المحرك الأيسر. تحطمت الطائرة في مركز التدريب التابع لوزارة العمل الإندونيسية وانفجرت. وأعاقت الأمطار الغزيرة عمليات الإنقاذ التي بدأت بعد ساعة من تحطم الطائرة. وعُثر على أحد الطيارين الرائد سامسول إلهام في الحطام وهو على قيد الحياة ولكنه أصيب بجروح خطيرة. توفي في وقت لاحق في المستشفى في نفس اليوم.
نجا رجل يدعى بامبانغ سومادي من الحادث. كما قتل شخصان على الأرض. مع 135 حالة وفاة، كان الحادث هو الأكثر دموية كارثة طيران تحدث في إندونيسيا حتى تحطم طائرة جارودا إندونيسيا رقم 152 في عام 1997. وهو الآن سادس الحوادث الأكثر فتكًا.